# Xyrichtys niger
Xyrichtys niger är en fiskart som först beskrevs av Steindachner, 1900.  Xyrichtys niger ingår i släktet Xyrichtys och familjen läppfiskar. Inga underarter finns listade i Catalogue of Life.